# Erich Nelson
Erich Nelson (* 14. April 1897 in Berlin, Deutschland; † 22. März 1980 in Montreux, Schweiz) war ein deutscher Künstler, wissenschaftlicher Zeichner und Botaniker. Er wurde bekannt für seine über 2000 präzisen und ästhetischen Aquarelle und Blütenstudien Europäischer Orchideen. Sein botanisch-mykologisches Autorenkürzel lautet „E.Nelson“.

## Leben
Erich Nelson wurde 1897 in Berlin als Sohn des Kunstmalers Ernst Nelson geboren. Er verbrachte während seiner Kindheit viel Zeit im Zoologischen Garten. Von 1915 bis 1918 leistete er Kriegsdienst als Sanitäter. Nach dem Ersten Weltkrieg trat er in München eine Ausbildung als Kunstmaler an und spezialisierte sich auf Landschaftsaquarelle und Vegetationsstudien. Am 1. April 1923 heiratete er Gerda Kubierschky, die Tochter des Malers Erich Kubierschky, der Nelson während der Ausbildung unterstützte. Auf einer Italienreise im Jahre 1928 kam es zur entscheidenden Begegnung mit den Orchideen, die fortan seinen Lebensinhalt als Künstler, Forscher und wissenschaftlicher Zeichner bildeten. Infolgedessen widmete er sich nebst den künstlerischen Arbeiten einem Botanikstudium bei Professor K. von Göpel und Fritz von Wettstein in München. Er publizierte 1931 sein erstes wissenschaftliches Werk „Die Orchideen Deutschlands und angrenzender Gebiete“.
Aufgrund seiner jüdischen Herkunft musste er 1933 Deutschland mit seiner Frau Gerda verlassen und fand nach einer Zwischenstation in Südtirol seine zweite Heimat in der Schweiz, in Chernex-sur-Montreux. Unterstützung fand er auf seiner Flucht bei einem guten Freund, Professor Walther Rytz aus Bern. Nach vielen Reisen in der Mittelmeerregion, unermüdlicher malerischer Tätigkeit und intensiven Literaturstudien (u. a. am Geobotanischen Institut Rübel in Zürich) veröffentlichte er zwischen 1954 und 1976 seine vier Hauptwerke „Gesetzmässigkeiten der Gestaltwandlung im Blütenbereich. Ihre Bedeutung für das Problem der Evolution“, „Gestaltwandel und Artbildung erörtert am Beispiel der Orchideen Europas und der Mittelmeerländer, insbesondere der Gattung Ophrys“, „Monographie und Ikonographie der Orchidaceen-Gattungen Serapias, Aceras, Loroglossum, Barlia“, „Monographie und Ikonographie der Orchidaceen-Gattung Dactylorhiza“. Die Universität Lausanne verlieh ihm für die ersten beiden hervorragenden wissenschaftlichen Arbeiten 1967 den Ehrendoktortitel.
Unerwartet starb Erich Nelson am 22. März 1980 bei einem tragischen Verkehrsunfall. Er hinterließ eine Vielzahl unpublizierter Zeichnungen, Studien und Aquarelle. Um dieses künstlerische Werk ihres Mannes zu erhalten und für die Nachwelt zugänglich zu machen, gründete seine Frau Gerda Nelson 1988 die Stiftung Dr. h.c. Erich Nelson unter der Rechtshoheit des Kantons Bern, den sie zum Alleinerben des gesamten Nelson-Nachlasses machte. Gerda Nelson, erste Präsidentin dieser Stiftung, starb 1990 ohne dass der Stiftungsrat seine Tätigkeit aufgenommen hatte. Das letzte Nelson-Werk wurde posthum unter dem Namen „Erich Nelson – Persönlichkeit und Lebenswerk aus heutiger wissenschaftlicher Sicht, mit Publikation seines Bildwerks der Gattung Orchis“ 2001 vom Stiftungsrat herausgegeben.

## Erich Nelson als Künstler
Erich Nelson war Künstler und zugleich wissenschaftlicher Zeichner. Als Künstler hat er mit seinen Landschaftsaquarellen im Stil des Impressionismus die Schönheit der Natur sehr gekonnt veranschaulicht. Als wissenschaftlicher Zeichner hingegen hat Erich Nelson es verstanden, die europäischen Orchideen mit exakten Zeichnungen zu dokumentieren. Dank seiner Zeichnungen hat er die Gestaltwandlung im Blütenbereich der verschiedenen Orchideenarten wissenschaftlich korrekt dokumentiert und somit gezeigt, dass Orchideen in Farbe und Form innerhalb einer Art stark variieren können. Heute ist es möglich mit DNA-Analysen im Bereich der Artbildung seine zeichnerischen Feststellungen zum Teil nachvollziehen. Der wissenschaftliche Zeichner ist noch heute für diese Art der Dokumentation unersetzbar, da weder der Computer noch die Fotografie imstande sind, das menschliche Auge präzise auf die wichtigen Eigenschaften eines Objektes zu leiten. Bezüglich der Qualität seiner Werke vergleicht Professor Heinrich Zoller Nelson mit den berühmtesten Pflanzenmalern des 18. und 19. Jahrhunderts wie Georg Dionysius Ehret, Redouté und die Brüder Bauer. Seine Werke werden im Staatsarchiv des Kantons Bern aufbewahrt.

## Seine Werke
- Die Orchideen Deutschlands und angrenzender Gebiete. 1931.[3]
- Gesetzmässigkeiten der Gestaltwandlung im Blütenbereich. Ihre Bedeutung für das Problem der Evolution. 1954.[4]
- Gestaltwandel und Artbildung erörtert am Beispiel der Orchideen Europas und der Mittelmeerländer, insbesondere der Gattung Ophrys. 1962.[5]
- Monographie und Ikonographie der Orchidaceen-Gattungen Serapias, Aceras, Loroglossum, Barlia. 1968.[6]
- Monographie und Ikonographie der Orchidaceen-Gattung Dactylorhiza. 1976.[7]
- Erich Nelson – Persönlichkeit und Lebenswerk aus heutiger wissenschaftlicher Sicht, mit Publikation seines Bildwerks der Gattung Orchis. 2001.[8]

## Weitere Literatur
- E. Nelson: Replik to Prof. Sterins' Review of: E. Nelson, 'Gesetzmässigkeiten der Gestaltwandlung im Blütenbereich, ihre Bedeutung für das Problem der Evolution. In: Evolution. XI, No. 1, 1957, S. 108–110.
- K. Ammann, P-L. Nimis, G. Wagner, M. Beriger: Erich Nelson's Scientific Heritage, A Reassessment. Manuscript for the Symposium on Community Ecology and Conservation Biology in Bern, Switzerland, April 14-18. 1994.
- G. Nelson: Ansprache anlässlich der Vernissage. Ausstellung „Das Wunder der Orchideenblüte, Leben und Werk Erich Nelsons“ im Botanischen Garten in Bern. 1983.
- G. Nelson: Mitteilung. Freies Kolloquium des Systematisch-Geobotanischen Institutes der Universität Bern. 1983.
- P-L. Nimis, R. Schmid-Hollinger: Zur kritischen Analyse des Werkes Erich Nelsons. Freies Kolloquium des Systematisch-Geobotanischen Institutes der Universität Bern. 1983.